# Afroperuano
Afroperuano es un término que designa a la cultura de los descendientes de las diversas etnias africanas subsaharianas que llegaron a Perú durante el Virreinato, logrando cierta uniformidad cultural. Los afroperuanos constituyen el 3,6% de la población total censada de 12 y más años de edad según autopercepción étnica del 2017 (23 000 000 de 30 000 000), y el 10% de la población peruana (incluyendo a mulatos y zambos) según estimaciones y estudios de investigadores a nivel nacional y el INDEPA.En Piura se encuentra Yapatera, la localidad con el mayor porcentaje de población afroperuana del país.
El término afroperuano está relacionado con la cultura desarrollada por los actuales descendientes de los negros virreinales, ya que las poblaciones africanas que llegaron a Perú durante el virreinato experimentaron un mestizaje con la población criolla y nativa a través de los siglos. En América del Sur, el Perú es el cuarto país con mayor población afrodescendiente, superado solo por Brasil, Colombia y Venezuela.
Los orígenes de su llegada al Perú se vinculan con el período de la conquista y la colonización española de América, contexto en el cual miles de personas fueron trasladadas desde África al Virreinato del Perú como esclavos, en el marco del tráfico y trata transatlántica europea.
En 2010, el Instituto Nacional de los Pueblos Andinos, Amazónicos y Afroperuanos (INDEPA), contabilizó 112 poblados de mayoría afroperuana en el país.

## Historia de la población afroperuana
Con la llegada de los conquistadores españoles llegaron los primeros negros al Perú, que lucharon junto a ellos como soldados en las campañas de conquista trabajando como maestros, pilotos, arcabuceros, espías y soldados. Para los españoles, los negros africanos eran considerados como buenos luchadores. Debido a su aculturación anterior en lengua y cultura españolas, realizaron una variedad de funciones técnicas y de mano de obra que contribuyeron directamente a la conquista del Imperio Inca y la instauración del Virreinato del Perú.
En las exploraciones hacia el sur se constata la presencia de un negro que salvó a Diego de Almagro tras ser herido con una flecha en el ojo. Los primeros negros que pisaron territorio de lo que hoy es Perú desembarcaron en Tumbes. El primer negro llegó a Perú en 1527 bajo las órdenes del conquistador Alonso de Molina, uno de los Trece de la Fama y el primer europeo en visitar una ciudad inca. 
Tras firmarse la Capitulación de Toledo, Francisco Pizarro partió hacia el Imperio inca con 500 africanos de Guinea como parte de su tropa. Durante la captura de Atahualpa, en Cajamarca, una de las víctimas mortales entre las tropas españolas fue un negro. Tras la captura, las tropas españolas, compuestas por españoles, indígenas y negros africanos, partieron hacia Cuzco. Una de las primeras personas en ver la capital del Imperio inca fue un negro. Durante el sitio del Cuzco organizado por Manco Inca, los negros africanos participaron activamente en apagar los incendios provocados por los seguidores de Manco Inca. Para levantar el sitio, se envió a 200 negros con experiencia militar a luchar contra las tropas de Manco Inca. Tras la conquista del Imperio inca, los negros africanos participaron en los bandos surgidos en el enfrentamiento entre conquistadores. Producto de los enfrentamiento, Diego de Almagro sería ejecutado en 1538. Su concubina negra, Margarita, ofreció misas por su ex amo y pareja. Se constata, además, la presencia de negros en el entierro de Francisco Pizarro tras su asesinato en 1541.
En 1544 estalló la Gran Rebelión de Encomenderos contra la promulgación de las Leyes Nuevas. Para aplicarlas, se envió a Perú al primer virrey, Blasco Nuñéz Vela, al que decapitaría en la batalla de Iñaquito de 1546 un negro llamado Benito Suárez. Suárez le enseñó su cabeza al público. Además, se menciona la actuación de negros como verdugos de algunos protagonistas de las guerras civiles entre conquistadores como Francisco de Carvajal. En el enfrentamiento contra las tropas levantiscas de Francisco Hernández Girón, en 1554, se constata la presencia de un negro de nombre Guadalupe como jefe de las tropas de guineos leales a España.
Gradualmente, los afrodescendientes pasaron a concentrarse en los campos especializados que se basaban en sus conocimientos y práctica extensos en trabajo artesanal y en agricultura. Cuando la población mestiza creció, el papel de los afroperuanos como intermediarios entre los indígenas residentes y los españoles disminuyó. El mestizaje de la población aumentó las relaciones entre los peruanos indígenas y españoles. Así, una jerarquía racial o evolutocracia llegó a ser cada vez más importante para proteger el privilegio de los soberanos españoles y de sus hijos españoles y mestizos. En pigmentocracia, los españoles estaban en la cima de la jerarquía, mestizos en el centro, los indígenas por debajo de estos, y en el último escalón social se hallaban las poblaciones negras.[cita requerida] Los mestizos heredaron el privilegio de ayudar a los españoles a administrar el país. Además, cuando llegaron inmigrantes adicionales de España y poblaron diversas áreas de Perú, procuraron quedarse los trabajos más lucrativos para sí mismos.

### Historia de la esclavitud
Los esclavos negros procedentes de África llegaron a América desde el siglo XVI. Durante el comercio de esclavos, aproximadamente 95 000 esclavos serían traídos al país, el último grupo llegó en 1850. Fueron trasladados inicialmente a Cuba y La Española, luego a Panamá, Cartagena, y Veracruz, desde donde se repartieron a las distintas encomiendas del virreinato del Perú a consecuencia de las Leyes Nuevas (1548) y a la influencia de las denuncias de fray Bartolomé de las Casas de los abusos contra los nativos de América.
Los esclavizadores de Perú preferían a esclavos que no eran de áreas específicas de África, y que podían comunicarse uno con otro.[cita requerida] Había mucho deseo por los negros de "Guinea", esclavos del río Senegal. Eran deseados porque el español los consideraba más fáciles de manejar.[cita requerida] Estos esclavos tenían habilidades comerciales, sabían plantar el arroz, domar caballos, arriar ganado a caballo, etc. Después eran buscados esclavos del área que abarcaba Ghana hasta Nigeria del este y finalmente, por esclavos de la República del Congo, República Democrática del Congo, Angola, Mozambique y Madagascar de las etnias Congo, Mantenga, Cambado, Misanga, Mozambique, Terranova, Mina y Angola, entre otras.[cita requerida]
Así, los traficantes de esclavos comenzaron con el comercio de mano de obra. Diversas familias hacendadas los tuvieron trabajando durante unos 250 años, beneficiándose de sus esfuerzos y padecimientos.

### Abolición de la esclavitud
El 16 de noviembre de 1780, Túpac Amaru II emitió el "Bando de Libertad" en Tungasuca (Cusco) como parte de su revolución y proclamó la abolición de la esclavitud por primera vez en el continente.[cita requerida] Liberó a los esclavos negros que las huestes indígenas a su mando encontraban y los invitó a que se uniesen a él, proceso truncado por los españoles durante el Virreinato de Perú.
Con la independencia de Perú, José de San Martín declaró libres a todos los hijos de esclavos nacidos desde el 28 de julio de 1821 en adelante. Posteriormente, en noviembre del mismo año, se decretó la tutela sobre los hijos de los esclavos. Más adelante, la manutención se amplió considerando también la tutela sobre los esclavos libertos hasta los cincuenta años. Tal tutela era costeada por los hacendados agrícolas quienes tomaron en cuenta que mantener a un esclavo era muy costoso; a partir de ahí, muchos hacendados convirtieron a sus esclavos en «peones libres», pero obligados a trabajar en las haciendas bajo la figura del «arriendo de parcelas de tierra», lo que propició el surgimiento de las llamadas «chacras de esclavos».
A partir de 1821, el número de esclavos negros disminuyó, evidenciando una crisis del sistema esclavista peruano que perduraría hasta 1854, año en el que se abolió esclavitud en el Perú. La desintegración del sistema esclavista pasó por diversos periodos en los cuales se evidenciaron diversas manifestaciones de resistencia de los esclavos negros, sobresaliendo cuatro modos de resistencia:
- el conflicto legal
- la compra de la libertad
- el cimarronaje
- el bandolerismo

Ramón Castilla proclamó la liberación de los esclavos en la ciudad de Huancayo el 5 de diciembre de 1854 durante un periodo de conflictos por el poder con el entonces presidente Echenique. En 1854, había 25 505 esclavos en Perú; para lograr su libertad, el gobierno peruano tuvo que pagar a sus propietarios un bono de trescientos pesos por cada esclavo, lo que representó un egreso de casi ocho millones de pesos costeados con las exportaciones de guano. Se documenta que muchos patrones declararon tener más esclavos para poder recibir más dinero.
En enero de 1855, Castilla ingresa a Lima y es elegido presidente provisional convocando a un congreso constituyente del cual surge la constitución de 1856 en donde se reflejan, además de las proclamas de la abolición de la esclavitud, la abolición del tributo indígena, entre otros; comenzando una nueva etapa en la historia afroperuana.
Hasta ahora en las comunidades afroperuanas perdura el estribillo tan popular celebrando el hito que representó la decisión de Castilla:
Que viva mi papá,
que viva mi mamá,
que viva Ramón Castilla
que nos dio la liberta'
Irónicamente, quienes sufrieron con esto fueron los inmigrantes chinos, usados como "culíes", vocablo cantonés para esclavos.
Ante el vacío legal, los nuevos ciudadanos tomaron el apellido de sus ex patrones, o por lo menos apellidos muy similares, como los esclavos de la familia Flores, naturales de Moquegua, que pasaron a apellidarse Flores o, en última instancia, "Flórez".[cita requerida]
El Instituto Nacional de Desarrollo de Pueblos Andinos, Amazónicos y Afroperuanos vela por su situación actual.

## Demografía

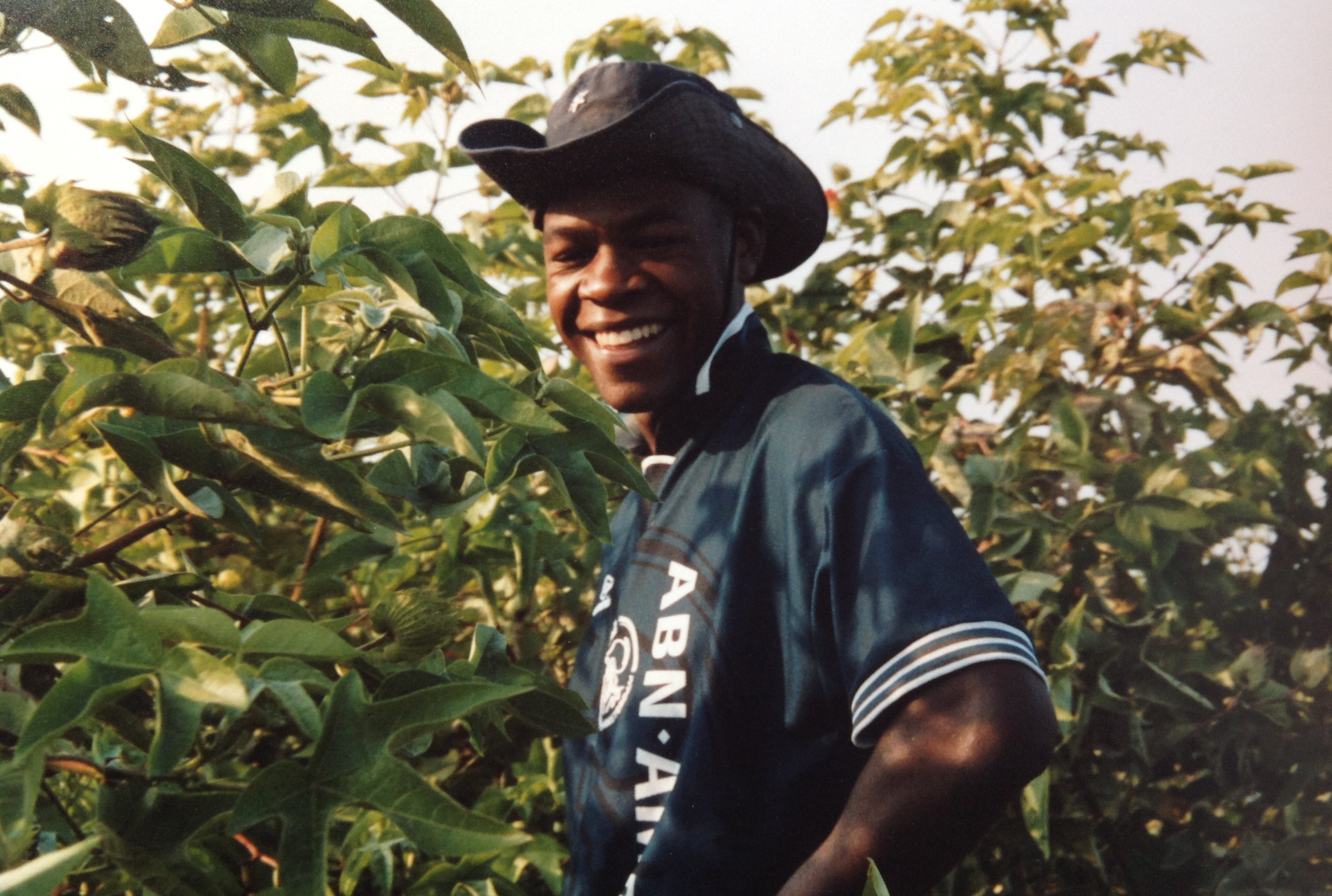
Hombre afroperuano recolectando algodón en Ica.

La población afroperuana se halla principalmente en dos sectores: costa norte (entre Lambayeque y Piura); y en la costa surcentral (especialmente en Lima, Callao, y en las provincias de Cañete, Chincha, Pisco y Nazca). La mayor concentración de afroperuanos en el país se halla en Yapatera en Morropón (Piura); compuesta de cerca de 7000 agricultores cuya mayoría es descendiente de antiguos esclavos africanos en donde destaca una gran cantidad de población de origen "malgache" o "mangache" (venidos de Madagascar). 
La provincia de Morropón es conocida por sus comunidades negras en ciudades como la misma ciudad capital de Morropón, alrededores de Chulucanas, además de Yapatera, se encuentran Chapica del Carmelo, Salitral, Buenos Aires, La Mantaza, (Hacienda Pabur), San Juan de Bigote y Canchaque. Entre las provincias de Ayabaca y Sullana también hay comunidades negras como las de Las Lomas, La Tina (cerca de la frontera) o Pacaipampa.
En las regiones del norte, como La Libertad y Áncash, también existen afroperuanos, pero en menor medida, dado que la gran mayoría de las poblaciones afroperuanas del norte se concentraron en antiguas haciendas de valles septentrionales de los departamentos de Piura, Lambayeque y Tumbes.
Cuando se dice “valles septentrionales”, se refiere a valles que están en la yunga. Destacan ciudades como la famosa ciudad colonial de Zaña en Lambayeque por ser la segunda ciudad afroperuana más importante del norte peruano. Otras ciudades como Tumán, Batán Grande, Cayaltí y Capote son conocidas por albergar a buena cantidad de poblaciones afroperuanas.
En Lima son conocidos los distritos del Cercado, Breña, Surquillo, San Martín de Porres, Barranco, Surco, Chorrillos, Rímac y La Victoria por poseer regulares cantidades de poblaciones afroperuanas, al igual que el Callao. También es conocida la población de Aucallama en la provincia de Huaral.
Las ciudades costeñas de las regiones centro y sur conocidas por sus poblaciones negras son Cañete, Chincha, Pisco, Ica y Nazca. Antiguamente, se conocía a las comunidades al sur de Lima como los pueblos de mayor intensidad afroperuana, pero debido al excesivo mestizaje entre los descendientes africanos y los migrantes andinos se ha ido perdiendo la raíz afroperuana. Otra razón es que muchos de ellos migraron también hacia Lima buscando mejores oportunidades. Sin embargo, aún quedan importantes asentamientos conocidos por su tradicional presencia de afroperuanos: El Carmen y el Guayabo, en la provincia de Chincha, de donde provienen Julio "Chocolate" Algendones y la tradicional familia Ballumbrosio; además de San Luis, en la provincia de Cañete, tierra de Caitro Soto, Coco Linares y Ronaldo Campos.
Más al sur existen comunidades afroperuanas en el distrito de El Ingenio, en la provincia de Nazca; y el pueblo de Acarí, en la provincia de Caravelí, al norte costero del departamento de Arequipa.
Un dato interesante a saber es que antiguamente llegaron esclavos africanos a pequeños valles de la selva alta central ubicados en Cerro de Pasco y Huánuco. Aún existen pequeñas poblaciones con rasgos lejanamente pero evidentemente africanos.

## Cultura

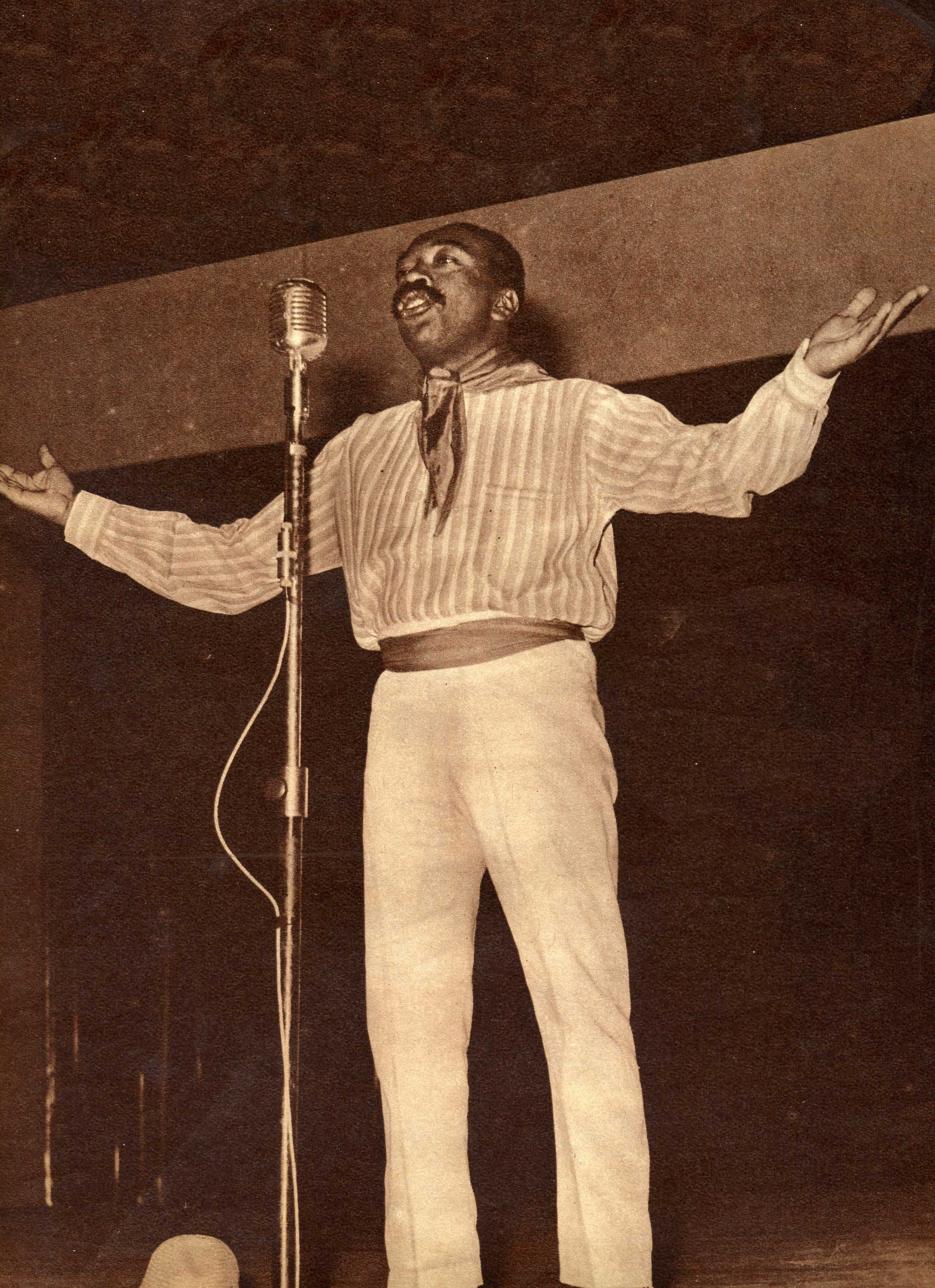
Las décimas y el zapateo son uno de los tantos elementos aportados por la población afroperuana a la cultura popular peruana. En la foto el decimista Nicomedes Santa Cruz.

La comunidad afroperuana ha tenido una importante participación en la cultura, gastronomía, literatura, folclore e identidad nacional desde los inicios de la colonia hasta la independencia de este país. Lo afroperuano está marcado de gran medida en lo que a la identidad costeña peruana se refiere. Esta es visible no solo en lo mencionado anteriormente, sino hasta en la forma de expresarse, la jerga y el temperamento del costeño. 
Toda la costa peruana tiene influencia negra, pero esta se manifiesta con mayor intensidad en las danzas, el canto, la literatura y la gastronomía del Perú. Los afroperuanos también han tenido mucha participación en las manifestaciones religiosas y en el deporte popular.
En 1956, el catedrático José Durand realizó la primera puesta en escena de tradiciones afroperuanas, en la que se inició la carrera de numerosos artistas. En 1959, los artistas Nicomedes Santa Cruz, autor de décimas y poemas patrióticos y didácticos; su hermana Victoria Santa Cruz, compositora, coreógrafa, diseñadora y exponente del arte afroperuano; y el cultor Porfirio Vásquez Aparicio iniciaron el trabajo de reconstrucción de la memoria musical de los negros en Perú con el Conjunto "Cumanana". Melodías, cantos y danzas afroperuanas conocidas en América Latina como el festejo, el amestizado landó, el ingá, el alcatraz, entre otros se reconstruyeron. Sin embargo, hay manifestaciones que sí mantuvieron vigencia como la Danza de Negritos y Las Pallitas desarrollados en la época de Navidad en los pueblos de la costa central del Perú.
Actualmente, destacan la escritora e investigadora Lucía Charún-Illescas, con su obra "Malambo", considerada internacionalmente paradigma del afrorrealismo literario; la cantante pop-criollo Eva Ayllón, que logró comercializar la música afroperuana a nivel nacional; Susana Baca, investigadora folclórica (ganadora del Grammy Latino al mejor álbum folclórico); Rafael Santa Cruz, primer torero negro del mundo; la mestiza de negro, Lucha Reyes, famosa por sus melódicos valses criollos; Caitro Soto, recopilador del estilo landó promovido por Celia Cruz en el conocido "Toro mata"; Ronaldo Campos, bailarín y fundador de la Asociación Cultural Perú Negro; Arturo "Zambo" Cavero; y, finalmente, Pepe Vásquez, cantante moderno.

## Racismo y discriminación
De acuerdo al Programa de las Naciones Unidas para el Desarrollo (PNUD), los afroperuanos en la actualidad sufren discriminación por motivos raciales en diferentes aspectos de la sociedad nacional. Los estudios elaborados por la organización han demostrado que la comunidad afrodescendiente de Perú manifiesta un estancamiento en el acceso a servicios como la salud, educación y en la superación de la pobreza.
La artista afroperuana Victoria Santa Cruz retrató su experiencia de discriminación en su poema Me gritaron negra.